# Fat Man

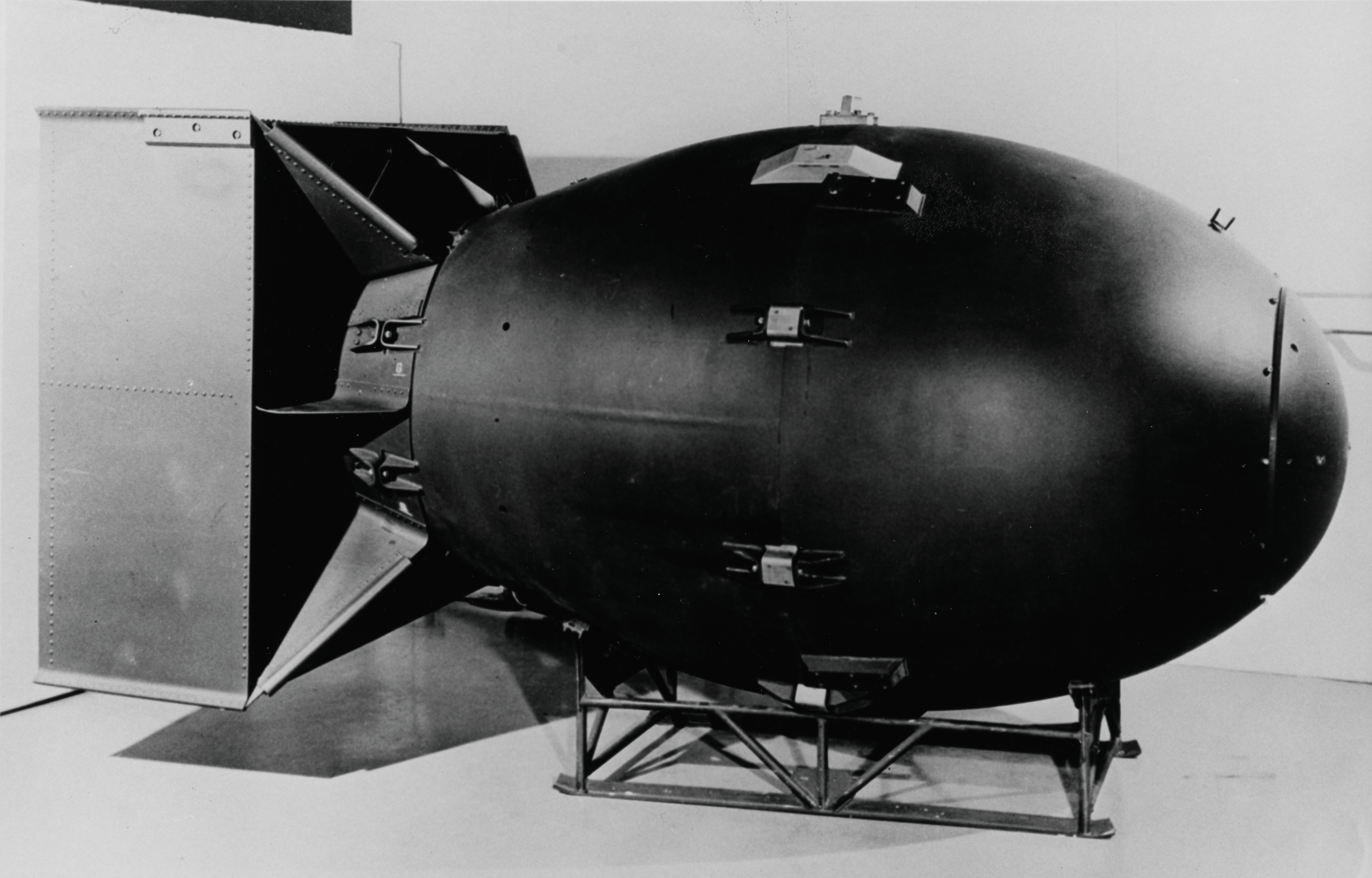
"Fat Man".

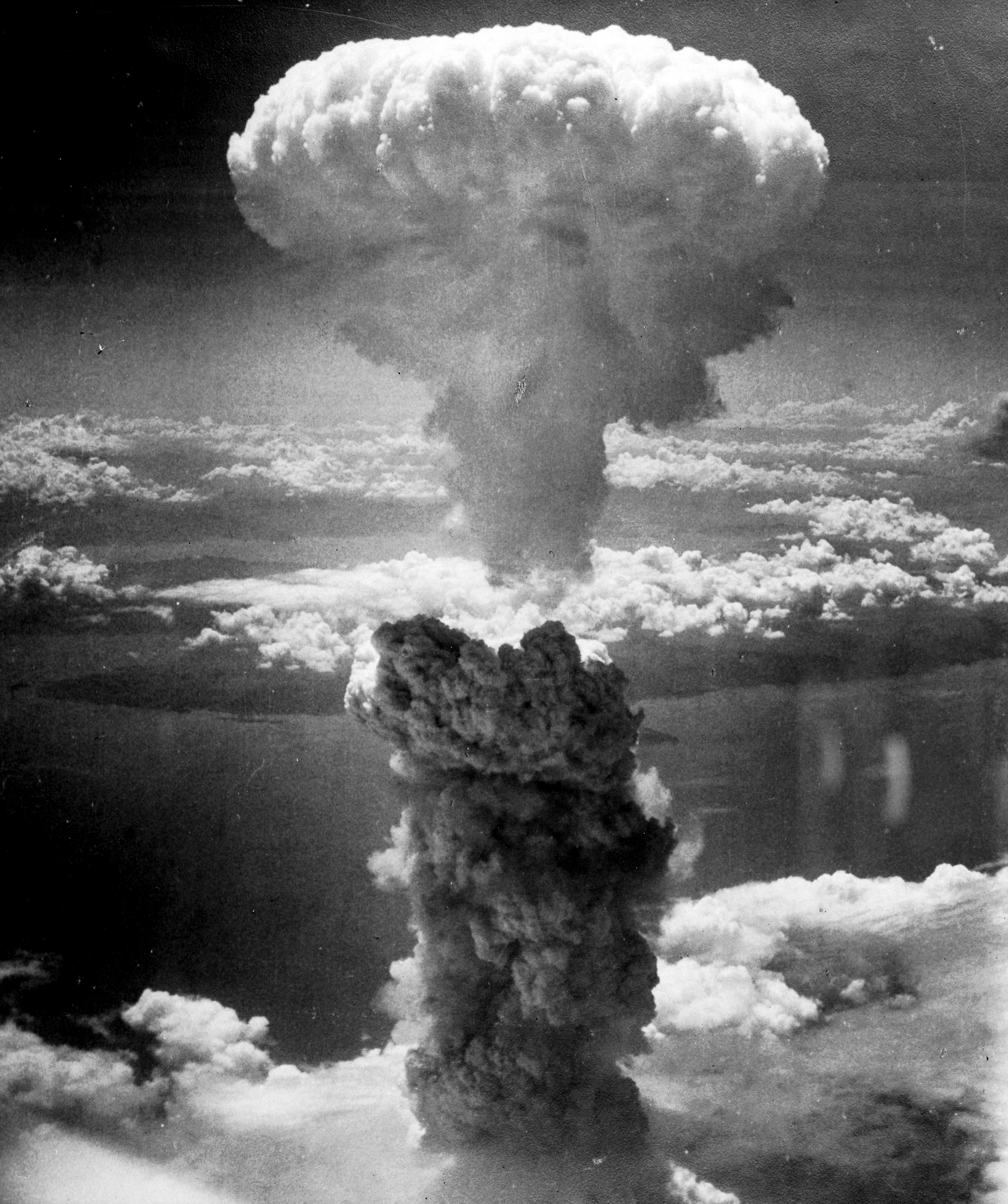
"Fat Man" detonerad över Nagasaki.

Fat Man var namnet på den typ av atombomb med plutonium som USA släppte över Nagasaki den 9 augusti 1945 kl. 11:02, mot slutet av andra världskriget. Flygplanet "Bock's Car" under befäl av major Charles Sweeney startade från ön Tinian bland Nordmarianerna samma dag. 
Den bomb som användes vid den första provsprängningen, Trinitytestet den 16 juli 1945, var också av Fat Man-typ.

## Teknik
Fat Man var konstruerad enligt implosionsprincipen, vilket innebar att en sfär av plutonium komprimerades av en omslutande sprängladdning så att en kritisk massa erhölls. Detta är, tekniskt sett, en mer avancerad konstruktion än den bomb med uran-235 som användes för Little Boy, som fälldes över Hiroshima. Detta var nödvändigt för att uppnå en explosion med plutonium. Fat Man användes även vid de två bombtesterna vid Bikiniatollen följande år.

### Fakta
- Vikt – ca 4 600 kg
- Längd – 3,2 m
- Diameter – 1,5 m
- Explosionskraft – ungefär lika stor som av 21 000 ton Trinitrotoluen (TNT)
- Mängd plutonium - c:a 6 kg